# Mindy Kaling
Vera Mindy Chokalingam (sinh ngày 24 tháng 6 năm 1979), nghệ danh: Mindy Kaling (Kha Mỹ Đình), là một nhà biên kịch, nữ diễn viên và tác giả người Mỹ.